# Тактамыш (Свердловская область)
Тактамыш — деревня в Красноуфимском округе Свердловской области. Входит в состав Большетурышского сельского совета.

## История
Основано до 1760 года татарами из Симбирской губернии.

## География
Населённый пункт расположен на правом берегу реки Иргина в 26 километрах на северо-северо-запад от административного центра округа — города Красноуфимск. На юге граничит с деревней Верхняя Ирга. 
В 1,5 км восточнее находится памятник природы — болото Антипкино.

### Часовой пояс
Тактамыш как и вся Свердловская область, находится в часовой зоне МСК+2. Смещение применяемого времени относительно UTC составляет +5:00.

## Население
| 2002 | 2010 | 2021 |
| ---- | ---- | ---- |
| 88   | ↘70  | ↘57  |

Жители преимущественно татары (92 %).

## Улицы
В деревне расположена всего одна улица: Гагарина.